# Lijst van onroerend erfgoed in Antwerpen (provincie)
Deze pagina bevat een overzicht van de lijsten van onroerend erfgoed in Antwerpen, gerangschikt per Belgische gemeente. Het onroerend erfgoed maakt deel uit van het cultureel erfgoed in België.
- Lijst van onroerend erfgoed in Aartselaar
- Lijst van onroerend erfgoed in Antwerpen
- Lijst van onroerend erfgoed in Arendonk
- Lijst van onroerend erfgoed in Baarle-Hertog
- Lijst van onroerend erfgoed in Balen
- Lijst van onroerend erfgoed in Beerse
- Lijst van onroerend erfgoed in Berlaar
- Lijst van onroerend erfgoed in Boechout
- Lijst van onroerend erfgoed in Bonheiden
- Lijst van onroerend erfgoed in Boom
- Lijst van onroerend erfgoed in Bornem
- Lijst van onroerend erfgoed in Borsbeek
- Lijst van onroerend erfgoed in Brasschaat
- Lijst van onroerend erfgoed in Brecht
- Lijst van onroerend erfgoed in Dessel
- Lijst van onroerend erfgoed in Duffel
- Lijst van onroerend erfgoed in Edegem
- Lijst van onroerend erfgoed in Essen
- Lijst van onroerend erfgoed in Geel
- Lijst van onroerend erfgoed in Grobbendonk
- Lijst van onroerend erfgoed in Heist-op-den-Berg
- Lijst van onroerend erfgoed in Hemiksem
- Lijst van onroerend erfgoed in Herentals
- Lijst van onroerend erfgoed in Herenthout
- Lijst van onroerend erfgoed in Herselt
- Lijst van onroerend erfgoed in Hoogstraten
- Lijst van onroerend erfgoed in Hove
- Lijst van onroerend erfgoed in Hulshout
- Lijst van onroerend erfgoed in Kalmthout
- Lijst van onroerend erfgoed in Kapellen
- Lijst van onroerend erfgoed in Kasterlee
- Lijst van onroerend erfgoed in Koningshooikt
- Lijst van onroerend erfgoed in Kontich
- Lijst van onroerend erfgoed in Laakdal
- Lijst van onroerend erfgoed in Lier

- Lijst van onroerend erfgoed in Lille
- Lijst van onroerend erfgoed in Lint
- Lijst van onroerend erfgoed in Malle
- Lijst van onroerend erfgoed in Mechelen 1, deel2
- Lijst van onroerend erfgoed in Meerhout
- Lijst van onroerend erfgoed in Merksplas
- Lijst van onroerend erfgoed in Mol
- Lijst van onroerend erfgoed in Mortsel
- Lijst van onroerend erfgoed in Niel
- Lijst van onroerend erfgoed in Nijlen
- Lijst van onroerend erfgoed in Olen
- Lijst van onroerend erfgoed in Oud-Turnhout
- Lijst van onroerend erfgoed in Putte
- Lijst van onroerend erfgoed in Puurs
- Lijst van onroerend erfgoed in Ranst
- Lijst van onroerend erfgoed in Ravels
- Lijst van onroerend erfgoed in Retie
- Lijst van onroerend erfgoed in Rijkevorsel
- Lijst van onroerend erfgoed in Rumst
- Lijst van onroerend erfgoed in Schelle
- Lijst van onroerend erfgoed in Schilde
- Lijst van onroerend erfgoed in Schoten
- Lijst van onroerend erfgoed in Sint-Amands
- Lijst van onroerend erfgoed in Sint-Katelijne-Waver
- Lijst van onroerend erfgoed in Stabroek
- Lijst van onroerend erfgoed in Turnhout
- Lijst van onroerend erfgoed in Vorselaar
- Lijst van onroerend erfgoed in Vosselaar
- Lijst van onroerend erfgoed in Westerlo
- Lijst van onroerend erfgoed in Wijnegem
- Lijst van onroerend erfgoed in Willebroek
- Lijst van onroerend erfgoed in Wommelgem
- Lijst van onroerend erfgoed in Wuustwezel
- Lijst van onroerend erfgoed in Zandhoven
- Lijst van onroerend erfgoed in Zoersel